# نهر سارت

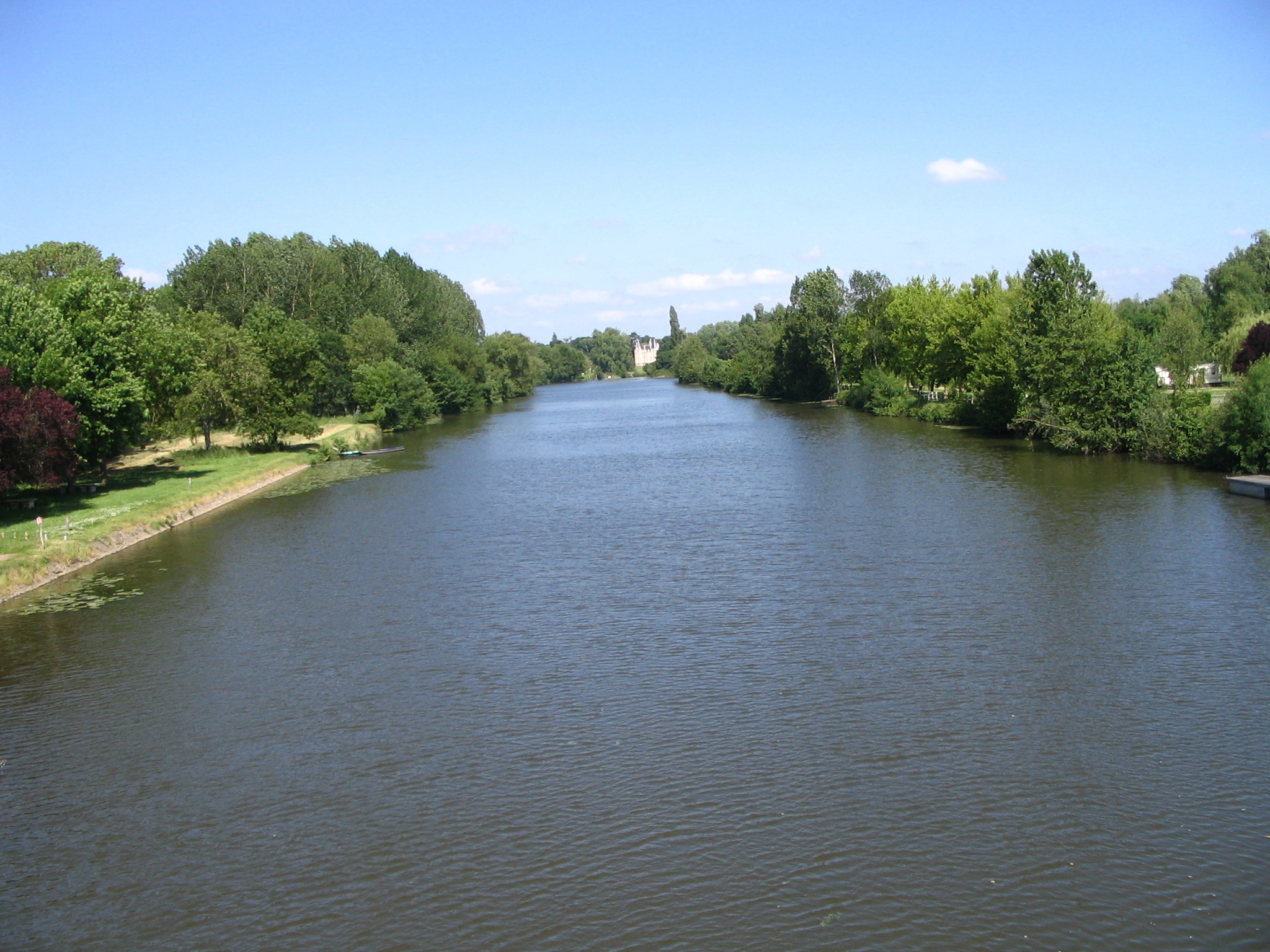
نهر سارت.

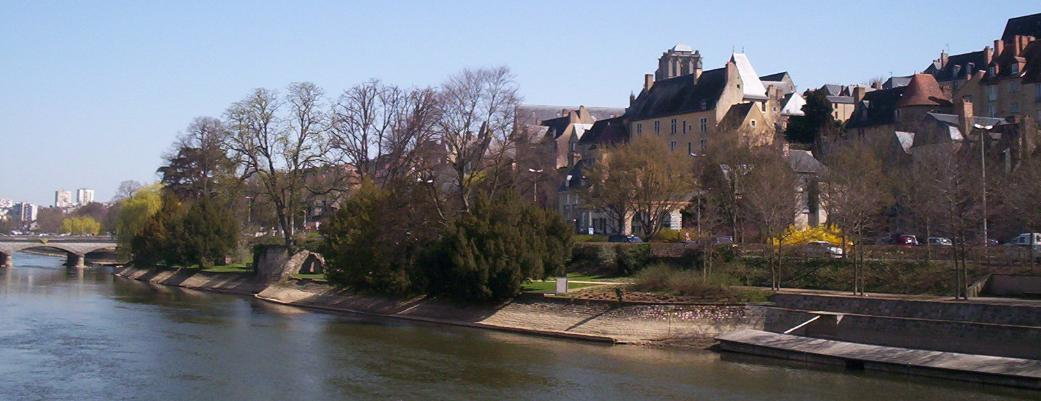
نهر السارت في لو مان.

نهر السارت (بالفرنسية: La Sarthe)‏، هو نهر يقع في غرب فرنسا, يبلغ طوله حوالي 313 كيلومتراً. ينبع النهر من إقليم أورن، بالقرب من مولاينس لامارش ويشّكل مع نهر مايين (بالفرنسية: La Mayenne)‏ نهر ماين (بالفرنسية: La Maine)‏ الذي يصب في النهر الرئيسي لوار. يُتخذ من اسمه اسماً لإقليم سارت. يتدفق نهر السارت عبر الأقاليم التالية :
- أورن
- سارت
- ماين ولوار

بعد التقاء النهر مع نهر لوار بعدة كيلو مترات، ينضم إلى نهر مايين شمال مدينة أنجيه الفرنسية.
ويوجد رافدان هناك وهما :
- نهر إيفري.
- نهر هويزني.